# Hạt Đại diện Tông tòa Istanbul
Hạt Đại diện Tông tòa Istanbul (tiếng Thổ Nhĩ Kỳ: İstanbul Havarisel Vekilliği; tiếng Latinh: Vicariatus Apostolicus Istanbulensis) là một Hạt Đại diện Tông tòa của Giáo hội Công giáo Rôma có tòa giám mục đặt tại thành phố Istanbul ở Thổ Nhĩ Kỳ. Địa giới của hạt Đại diện Tông tòa bao gồm vùng tây bắc nước này. Đại diện Tông tòa hiện tại là Đức ông Massimiliano Palinuro.

## Lịch sử
- 15/4/1742: Được thành lập dưới tên Hạt Đại diện Tông tòa Constantinopolis.
- 30/11/1990: Đổi tên thành Hạt Đại diện Tông tòa Istanbul.

## Lãnh đạo

### Đại diện Tông tòa Constantinopolis
- Gaspar Gasparini, O.F.M. Conv. (31/5/1677 – 22/8/1705 qua đời)

...
- Antonio Balsarini (26/8/1730 – 2/1/1731 qua đời)
- Francesco Girolamo Bona (18/6/1731 – 16/2/1750 qua đời)
- Blaise Paoli (18/3/1750 – )

...
- Giuseppe Roverani (10/3/1767 – 2/7/1772 qua đời)
- Giovanni Battista Bavestrelli (31/8/1772 – 20/4/1777 qua đời)
- Francesco Antonio Fracchia (26/9/1778 – 21/10/1795 qua đời)
- Julio Maria Pecori, O.F.M. Ref. (21/10/1795 – 28/2/1796 qua đời)
- Nicolao Lorenzo Timoni (3/6/1796 được chỉ định nhưng bổ nhiệm không thành)
- Giovanni Battista Fonton, O.F.M. Conv. (16/3/1799 – 26/8/1816 qua đời)
- Binkentios Coressi (26/8/1816 – 7/1835 qua đời)

...
- Leopoldo Angelo Santanchè, O.F.M. (13/11/1874 – 3/4/1876 được thuyên chuyển làm Tổng giám mục Fabriano và Matelica)
- Vincenzo Vannutelli (23/1/1880 – 22/12/1882 được thuyên chuyển làm Sứ thần Tòa Thánh tại Brazil)
- Luigi Rotelli (26/1/1883 – 23/5/1887 được thuyên chuyển làm Sứ thần Tòa Thánh tại Pháp)

...
- Vincenzo Sardi di Rivisondoli (10/4/1908 – 10/6/1914 từ nhiệm)

...
- Gauthier Pierre Georges Antoine Dubois, O.F.M. Cap. (15/11/1974 – 29/5/1989 qua đời)
- Antuvan Marovitch (29/5/1989 – 15/12/1991 qua đời)

### Đại diện Tông tòa Istanbul
- Louis Pelâtre, A.A. (9/7/1992 – 16/4/2016 từ nhiệm)
- Rubén Tierrablanca Gonzalez, O.F.M. (16/4/2016 – 22/12/2020 qua đời)
  - Lorenzo Piretto, O.P., Tổng giám mục, Giám quản Tông tòa (24/12/2020-13/9/2021)
- Massimiliano Palinuro (14/9/2021 – hiện nay)